# Asbjørn Hellemose
Asbjørn Hellemose Hansen (Galten, 15 gennaio 1999) è un ciclista su strada danese, dal 2025 corre per il Team Jayco AlUla.

## Palmarès

### Strada
- 2016 (Juniores)

Fleche Courcelloise
- 2020 (VC Mendrisio, due vittorie)

Martigny-Mauvoisin
Chur-Arosa

### Gravel
- 2024 (SWATT club)

2ª tappa Santa Vall

## Piazzamenti

### Classiche monumento
- Giro di Lombardia

2023: 73º

### Competizioni mondiali
- Campionati del mondo gravel

Belgio 2024 - Elite: 78º

### Competizioni continentali
- Campionati europei

Trento 2021 - In linea Under-23: 54º
- Campionati europei gravel

Italia 2024 - Elite: 16º